# One Piece-kapitler (807–1015)
One Piece er en japansk mangaserie skrevet og illustreret af Eiichiro Oda, som er blevet oversat til adskillelige sprog og har resulteret i en større mediefranchise, hvilket inkluderer en animeret adaptering, såvel som en live action-udgave, spillefilm, videospil, musik og merchandise. I serien følger man Monkey D. Luffy, hvis krop har fået gummiegenskaber efter at han ved et uheld spiste en overnaturlig frugt, som rejser på havene i søgen efter skatten One Piece, og for at finde denne samler han et mandskab, som går under navnet Stråhattene.
I Japan er serien udgivet af Shueisha. Individuelle kapitler er blevet udgivet på regelmæssig basis i magasinet Weekly Shonen Jump siden den 22. juli 1997 og nogle tankōbon-bind siden 24. december 1997. Serien er på over 1128 kapitler, og består pr.  juli 2024 af 109 tankōbon-bind, hvilket gør One Piece til den 21. længste mangaserie baseret på antal bind.

## Bind
| 1. "Ten Days Earlier" (10日前 "Tōka Mae") 2. "Duke Dogstorm" (イヌアラシ公爵 "Inuarashi Kōshaku") 3. "The Cat Viper" (ネコマムシの旦那 "Nekomamushi no Danna") 4. "The Twirly Hat Crew Arrives" (ぐるわらの一味、上陸 "Guruwara no Ichimi, Jōriku") 5. "ROKO" 6. "Capone 'Gang' Bege" (カポネ・“ギャング”ベッジ "Kapone 'Gyangu' Bejji") | 1. "Tea Party Invitation" (お茶会の招待状 "Ochakai no Shōtaijō") 2. "Let's Go See the Cat Viper" (ネコマムシの旦那に会いに行こう "Nekomamushi no Danna ni Ai ni Yukou") 3. "Take Me With You!!" (おれも連れてけ!! "Ore mo Tsureteke!!") 4. "Dog vs. Cat" (イヌVSネコ "Inu Bāsasu Neko") |

| 1. "Raizo of the Mist" (霧の雷ぞう "Kiri no Raizō") 2. "Inside the Whale" (くじらの中で "Kujira no Naka de") 3. "Momonosuke, Heir to the Kozuki Clan" (光月家跡取り・モモの助 "Kōzuki-ke Atotori - Momonosuke") 4. "Cats and Dogs Have a History" (犬と猫に歴史あり "Inu to Neko ni Rekishi Ari") 5. "Understood" (承知した "Shōchi shita") 6. "Descending the Elephant" (下象 "Gezō") | 1. "The World Is Restless" (ざわつく世界 "Zawatsuku Sekai") 2. "Playing Pirates" (気まぐれ "Kimagure") 3. "Comic Strip" (世経の絵物語 "Sekei no Emonogatari") 4. "0 and 4" (0と4 "Zero to Yon") 5. "Totto Land" (トットランド "Tottorando") |

| 1. "1 and 2" (1と2 "Ichi to Ni") 2. "Emperor of the Sea, Charlotte Linlin" (海賊「四皇」シャーロット・リンリン "Kaizoku 'Yonkō' Shārotto Rinrin") 3. "A Man You Can Bet On" (賭けられる男 "Kakerareru Otoko") 4. "Adventure in the Mysterious Forest" (不思議な森の冒険 "Fushigi na Mori no Bōken") 5. "Kingdom of Germa" (ジェルマ王国 "Jeruma Ōkoku") | 1. "Vinsmoke Judge" (ヴィンスモーク・ジャッジ "Vinsumōku Jajji") 2. "My Dream" (おれの夢 "Ore no Yume") 3. "Kingdom of Soul" (魂の国 "Tamashii no Kuni") 4. "Lola's Vivre Card" (ローラがくれた命の紙 "Rōra ga Kureta Biburukādo") 5. "Luffy vs. Cracker the General" (ルフィVS将星クラッカー "Rufi Bāsasu Shōsei Kurakkā") 6. "ChoBro" (チョニキ "Choniki") |

| 1. "I Owe You My Life!" (クソお世話になりました "Kuso Osewa ni Narimashita") 2. "The Iron Mask" (鉄仮面 "Tekkamen") 3. "To the East Blue" (“東の海”へ "'Īsuto Burū' e") 4. "The Power of a Full Stomach" (満腹の力 "Manpuku no Chikara") 5. "Vinsmoke Sanji" (ヴィンスモーク・サンジ "Vinsumōku Sanji") | 1. "Luffy vs. Sanji" (ルフィVSサンジ "Rufi Bāsasu Sanji") 2. "Forces of Rage" (怒りの軍団 "Ikari no Gundan") 3. "Tamago Security" (タマゴの警備 "Tamago no Keibi") 4. "Luffy and Big Mom" (ルフィとビッグ・マム "Rufi to Biggu Mamu") 5. "Goodbye" (さよなら "Sayonara") |

| 1. "ChoBro in the Land of Mirrors" (鏡の国のチョニキ "Kagami no Kuni no Choniki") 2. "A Ray of Light" (一筋の光 "Hitosuji no Hikari") 3. "Dog-End" (シケモク "Shikemoku") 4. "Germa's Failure" (ジェルマの失敗作 "Jeruma no Shippaisaku") 5. "Not Here" (ここじゃねェ "Koko ja nē") | 1. "What Are You Doing?" (何やってんだ "Nani Yattenda") 2. "Glurrgle!!!" (ぐぎゅるるる!!! "Gugyurururu!!!") 3. "Liar" (ウソつき "Usotsuki") 4. "Rook" (ルーク "Rūku") 5. "Meeting" (会議 "Kaigi") |

| 1. "Emperor Assassination Plan" (四皇暗殺作戦 "Yonkō Ansatsu Sakusen") 2. "10:00 Start" (10:00 開宴 "Jūji Kaien") 3. "The Actor" (演技派 "Engi-ha") 4. "The Thinker" (頭脳派 "Zunō-ha") 5. "The Knight" (義侠派 "Gikyō-ha") 6. "The Vinsmoke Massacre Plot" (ヴィンスモーク家皆殺し計画 "Vinsumōku-ke Minagoroshi Keikaku") | 1. "Hey, Mother" (ねぇマザー "Nē Mazā") 2. "Natural Born Destroyer" 3. "Happy Birthday" 4. "KX Launcher" (KXランチャー "Kē Ekkusu Ranchā") 5. "Castling" (籠城 "Rōjō") |

| 1. "Parting" (訣別 "Ketsubetsu") 2. "You Can Do It, Caesar!!" (がんばれシーザー!! "Ganbare Shīzā!!") 3. "Thick and Fluffy" (とろふわ "Torofuwa") 4. "Recipe for Disaster" (八方塞菓子 "Happō Fusa-gashi") 5. "Be My Servant" (私のしもべになりなさい "Watashi no Shimobe ni Narinasai") 6. "A Woman's Honor" (女の仁義 "Onna no Jingi") | 1. "Pudding Coincidentally Appears!!" (プリン、偶然現る!! "Purin, Gūzen Arawaru!!") 2. "Bittersweet" (甘くない "Amaku nai") 3. "Commander Pedro of the Mink Guardians" (ミンク族 侠客団 団長ペドロ "Minku-zoku Gādianzu Danchō Pedoro") 4. "Big Mom's Sweet 3 General, Katakuri" (ビッグ・マム「スイート3将星」カタクリ "Biggu Mamu 'Suīto San Shōsei' Katakuri") |

| 1. "Zero Escape" (退路0 "Tairo Zero") 2. "Wave Room" (波の部屋 "Nami no Heya") 3. "Beyond the Emperor's Expectations" (四皇の想定外 "Yonkō no Sōteigai") 4. "Merienda" (おやつの時間 "Merienda") 5. "Who Is That?" (誰だ "Dare da") 6. "I'm Brulee!!!" (ブリュレだよっ!!! "Buryure da yo!!!") | 1. "Way of Life" (生き様でちゅよ "Ikizama dechu yo") 2. "Someone Somewhere Is Wishing for Your Happiness" (どこかで誰かが君の幸せを願ってる "Dokoka de Dareka ga Kimi no Shiawase o Negatteru") 3. "Lion" (獅子 "Shishi") 4. "Unfamiliar Mama" (未知のママ "Michi no Mama") |

| 1. "Big Mom on the Ship" (船の上のビッグ・マム "Fune no Ue no Biggu Mamu") 2. "They Believe in Me" (信じられてる "Shinjirareteru") 3. "Threat Confirmed" (強敵認定 "Kyōteki Nintei") 4. "Flampe, 36th Daughter of Charlotte" (C家36女フランペ "Shārotto-ke Sanjūroku-jo Furanpe") 5. "12:05" (0時5分 "Reiji Gofun") 6. "Luffy the Pirate vs. General Katakuri" (海賊ルフィVS将星カタクリ "Kaizoku Rufi Bāsasu Shōsei Katakuri") | 1. "One Last Thing" (最後のお願い "Saigo no Onegai") 2. "Pekoms's Cacao Island Escape Plan" (ペコムズのカカオ島脱出作戦 "Pekomuzu no Kakao-tō Dasshutsu Sakusen") 3. "I Will Return" (必ず戻る "Kanarazu Modoru") 4. "The Final Fortress" (最後の砦 "Saigo no Toride") 5. "Bad End Musical" (BADEND MUSICAL) |

| 1. "Don't Let Even Death Stop You!!!" (死んでも死ぬなよ!!! "Shindemo Shinu na yo!!!") 2. "End Roll" 3. "Fifth Emperor" (5番目の皇帝 "Gobanme no Kōtei") 4. "Introducing the Revolutionary Army Captains" (革命軍全軍隊長登場 "Kakumeigun Zengun Taichō Tōjō") 5. "What a Beautiful World" (美しい世界 "Utsukushii Sekai") | 1. "Sacred Marijoa" (聖地マリージョア "Seichi Marījoa") 2. "The Empty Throne" (虚の玉座 "Kara no Gyokuza") 3. "The Reverie Begins" (世界会議開幕 "Reverī Kaimaku") 4. "Seppuku" (切腹) 5. "Onward to Wano" (いざワノ国へ "Iza Wano Kuni e") |

| 1. "Adventure in the Land of Samurai" (侍の国の冒険 "Samurai no Kuni no Bōken") 2. "Amigasa Village" (編笠村 "Amigasa-mura") 3. "The Crane Returns the Favor" (鶴の恩返し "Tsuru no Ongaeshi") 4. "Okobore Town" (おこぼれ町 "Okobore-chō") 5. "Bakura Town" (博羅町 "Bakura-chō") 6. "Wano Sumo" (ワノ国大相撲 "Wano Kuni Ōzumō") | 1. "Food Treasure Barge" (食糧宝船 "Shokuryō Takarabune") 2. "Luffytaro Returns the Favor" (ルフィ太郎の恩返し "Rufitarō no Ongaeshi") 3. "The Ruins of Oden Castle" (おでん城跡 "Oden-jō Ato") 4. "For Love of Oden" (おでんが好き "Oden ga Suki") 5. "Shutenmaru" (酒天丸) |

| 1. "Supreme Commander Kaido of the Animal Kingdom Pirates" (百獣海賊団総督 カイドウ "Hyakujū Kaizokudan Sōtoku - Kaidō") 2. "Emperor of the Sea Kaido vs. Luffy" (四皇カイドウVSルフィ "Yonkō Kaidō Bāsasu Rufi") 3. "Huh" (は "Ha") 4. "Absence" (ブランク "Buranku") 5. "Excavation Labor Camp" (囚人採掘場 "Shūjin Saikutsujō") | 1. "Otoko the Kamuro" (禿のおトコ "Kamuro no Otoko") 2. "Introducing Komurasaki the Oiran" (花魁小紫登場 "Oiran Komurasaki Tōjō") 3. "Shogun of Wano, Kurozumi Orochi" (ワノ国将軍 黒炭オロチ "Wano Kuni Shōgun - Kurozumi Orochi") 4. "Ebisu Town" (えびす町 "Ebisu-chō") 5. "Soba Mask" (おそばマスク "Osoba Masuku") |

| 1. "Shogun and Oiran" (将軍と花魁 "Shōgun to Oiran") 2. "A Warrior's Mercy" (武士の情け "Bushi no Nasake") 3. "Hyogoro the Flower" (花のヒョウ五郎 "Hana no Hyōgorō") 4. "Queen" 5. "Sumo Inferno" (大相撲インフェルノ "Ōzumō Inferuno") 6. "Gyukimaru on Bandit's Bridge" (おいはぎ橋の牛鬼丸 "Oihagi-bashi no Gyūkimaru") | 1. "A Woman's Secret" (女の秘密 "Onna no Himitsu") 2. "The Old Leopard Never Forgets the Way" (老いたる豹は路を忘れず "Oitaru Hyō wa Michi o Wasurezu") 3. "Sparks of Rebellion" (反逆の火種 "Hangyaku no Hidane") 4. "The Star of Ebisu" (えびす町の人気者 "Ebisu-chō no Ninkimono") 5. "Daimyo of Hakumai, Shimotsuki Yasuie" (“白舞大名”霜月康イエ "'Hakumai Daimyō' Shimotsuki Yasuie") |

| 1. "Smile" 2. "Partner" (相棒 "Aibō") 3. "Olin" (おリン "Orin") 4. "Queen vs. Olin" (クイーンVSおリン "Kuīn Bāsasu Orin") 5. "Queen's Gamble" (クイーンの賭け "Kuīn no Kake") 6. "Introducing Kawamatsu the Kappa" (“河童の河松”登場 "'Kappa no Kawamatsu' Tōjō") | 1. "Mummy" (ミイラ "Miira") 2. "A Soldier's Dream" (兵どもが夢 "Tsuwamono-domo ga Yume") 3. "Rampage" 4. "Hiyori and Kawamatsu" (日和と河松 "Hiyori to Kawamatsu") 5. "Once a Fox" (一度狐 "Ichido Gitsune") |

| 1. "Like a Dragon Given Wings" (龍に翼を得たる如し "Ryū ni Tsubasa o Etaru Gotoshi") 2. "Enma" (閻魔) 3. "Big News" (ビッグニュース "Biggu Nyūsu") 4. "Ultimate" 5. "The Promised Port" (約束の港 "Yakusoku no Minato") 6. "Samurai" (侍) | 1. "Introducing Kozuki Oden" (光月おでん登場 "Kōzuki Oden Tōjō") 2. "The Mountain God Incident" (山の神事件 "Yama no Kami Jiken") 3. "Daimyo and Vassals" (大名と家臣 "Daimyō to Kashin") 4. "Becoming Samurai" (侍になる "Samurai ni Naru") 5. "Oden's Adventure" (おでんの冒険 "Oden no Bōken") |

| 1. "The Kurozumi Clan's Plot" (黒炭家の陰謀 "Kurozumi-ke no Inbō") 2. "Roger and Whitebeard" (ロジャーと白ひげ "Rojā to Shirohige") 3. "Roger's Adventure" (ロジャーの冒険 "Rojā no Bōken") 4. "Oden's Return" (おでんの帰還 "Oden no Kikan") 5. "Fool of a Lord" (バカ殿 "Baka-tono") | 1. "Oden vs. Kaido" (おでんvsカイドウ "Oden Bāsasu Kaidō") 2. "Sentenced to Boil" (釜茹での刑 "Kamayude no Kei") 3. "I Am Oden, and I Was Born to Boil" (煮えてなんぼのおでんに候 "Niete Nanbo no Oden ni Sōrō") 4. "The Kozuki Clan" (光月の一族 "Kōzuki no Ichizoku") 5. "Onward to Onigashima!!" (いざ、鬼ヶ島!! "Iza, Onigashima!!") |

| 1. "Kin'emon's Clever Trick" (錦えもんの一計 "Kin'emon no Ikkei") 2. "Begging Your Pardon!!!" (お控えなすって!!! "Ohikēnasutte!!!") 3. "The Party's Off!!!" (宴はやめだ!!! "Utage wa Yame da!!!") 4. "Introducing the Tobi Roppo" (飛び六胞登場 "Tobi Roppō Tōjō") 5. "Family Problem" (家族問題 "Kazoku Mondai") | 1. "Fighting Music" (戦う音楽 "Tatakau Myūjikku") 2. "Joining the Fight" (参戦 "Sansen") 3. "Scoundrel Meets Scoundrel" (無礼者 meets 無礼者 "Bureimono Mītsu Bureimono") 4. "Thunder" (雷鳴 "Raimei") 5. "My Bible" (僕の聖書 "Boku no Baiburu") |

| 1. "New Onigashima Project" (新鬼ヶ島計画 "Shin Onigashima Keikaku") 2. "My Name" (拙者の名前 "Sessha no Namae") 3. "Vassals of Glory" (忠臣錦 "Chūshin Nishiki") 4. "Sorry for the Wait" (待たせたな "Mataseta na") 5. "I Can't Imagine Losing" (負ける気がしねえ "Makeru Ki ga Shinē") | 1. "Army of One" (孤軍 "Kogun") 2. "Let Us Die!!!" (死なせてくれ!!! "Shinasetekure!!!") 3. "Remnants" (残党 "Zantō") 4. "The Dream of Wano" (ワノ国の夢 "Wano Kuni no Yume") 5. "My Other Name Is Yamato" (またの名はヤマト "Mata no Na wa Yamato") |

| 1. "A Kunoichi's Oath" (くの一の誓い "Kunoichi no Chikai") 2. "Island of the Strongest" (最強がいる島 "Saikyō ga Iru Shima") 3. "Flame Clouds" (焔雲 "Homura-gumo") 4. "Ancient Types" (古代種 "Kodaishu") 5. "The Sake I Brewed to Drink With You" (君がため醸みし待酒 "Kimi ga Tame Kamishi Machizake") | 1. "Straw Hat Luffy" (麦わらのルフィ "Mugiwara no Rufi") 2. "Battle of Monsters on Onigashima" (鬼ヶ島怪物決戦 "Onigashima Kaibutsu Kessen") 3. "Four Emperors vs. New Generation" (四皇VS新世代 "Yonkō Bāsasu Shinsedai") 4. "Night on the Board" (盤上の夜 "Banjō no Yoru") 5. "Millet Dumplings" (きびだんご "Kibi Dango") |

| 1. "Demon Child" (悪魔の子 "Akuma no Ko") 2. "The Honorable Hyogoro the Flower" (侠客“花のヒョウ五郎” "Kyōkaku 'Hana no Hyōgorō'") 3. "Mr. Raccoon Dog" (たぬきさん "Tanuki-san") 4. "Leader of the Atamayama Thieves Brigade, Ashura Doji" (頭山盗賊団棟梁アシュラ童子 "Atama-yama Tōzokudan Tōryō Ashura Dōji") 5. "Naraku" (奈落) | 1. "Color of the Supreme King" (覇王色 "Haōshoku") 2. "The Code of Sweet Beans" (あんこの仁義 "Anko no Jingi") 3. "Itch" (うず "Uzu") 4. "Anarchy in the B.M. (Big Mom)" (Anarchy In The BM "Anākī In Za Biggu Mamu") 5. "The Ham" (人生の大根役者 "Jinsei no Daikon Yakusha") 6. "Chains" (縁 "Kusari") |

## Lister over hovedserie-kapitler
- One Piece-kapitel 1 til 186
- One Piece-kapitel 187 til 388
- One Piece-kapitel 389 til 594
- One Piece-kapitel 595 til 806
- One Piece-kapitel 1016 til nu

## References
1. ↑  "One Piece/1" (japansk). Shueisha. Arkiveret fra originalen 12. marts 2009. Hentet 22. marts 2009.
2. ↑  "One Piece/81" (japansk). Shueisha. Arkiveret fra originalen 1. april 2016. Hentet 6. marts 2016.
3. ↑  "One Piece/82" (japansk). Shueisha. Arkiveret fra originalen 29. juli 2017. Hentet 1. juni 2016.
4. ↑  "One Piece/83" (japansk). Shueisha. Arkiveret fra originalen 10. december 2016. Hentet 22. oktober 2016.
5. ↑  "One Piece/84" (japansk). Shueisha. Arkiveret fra originalen 3. februar 2017. Hentet 20. januar 2017.
6. ↑  "One Piece/85" (japansk). Shueisha. Arkiveret fra originalen 1. maj 2017. Hentet 7. april 2017.
7. ↑  "One Piece/86" (japansk). Shueisha. Arkiveret fra originalen 18. juli 2017. Hentet 25. juni 2017.
8. ↑  "One Piece/87" (japansk). Shueisha. Arkiveret fra originalen 19. oktober 2017. Hentet 14. oktober 2017.
9. ↑  "One Piece/88" (japansk). Shueisha. Arkiveret fra originalen 27. januar 2018. Hentet 11. februar 2018.
10. ↑  "One Piece/89" (japansk). Shueisha. Arkiveret fra originalen 23. maj 2018. Hentet 17. maj 2018.
11. ↑  "One Piece/90" (japansk). Shueisha. Arkiveret fra originalen 4. august 2018. Hentet 23. august 2018.
12. ↑  "One Piece/91" (japansk). Shueisha. Arkiveret fra originalen 3. december 2018. Hentet 21. november 2018.
13. ↑  "One Piece/92" (japansk). Shueisha. Arkiveret fra originalen 23. januar 2019. Hentet 4. februar 2019.
14. ↑  "One Piece/93" (japansk). Shueisha. Hentet 27. maj 2019.
15. ↑  "One Piece/94" (japansk). Shueisha. Hentet 30. september 2019.
16. ↑  "One Piece/95" (japansk). Shueisha. Hentet 14. december 2019.
17. ↑  "One Piece/96" (japansk). Shueisha. Hentet 15. februar 2020.
18. ↑  "One Piece/97" (japansk). Shueisha. Hentet 26. august 2020.
19. ↑  "One Piece/98" (japansk). Shueisha. Hentet 27. december 2020.
20. ↑  "One Piece/99" (japansk). Shueisha. Hentet 24. maj 2021.
21. ↑  "One Piece/100" (japansk). Shueisha. Hentet 28. august 2021.